# بيلي ووكر (ملاكم)
بيلي ووكر (بالإنجليزية: Billy Walker)‏ مواليد 3 مارس 1939 في لندن، إنجلترا، هو ملاكم محترف إنجليزي سابق صنّف ضمن فئة الوزن الثقيل بدأ مسيرته الاحترافية سنة 1961.

## المسيرة الاحترافية
من نزالاته:
- خسر أمام كارل ميلدينبيرجير بالضربة الفنية القاضية (1967).
- خسر أمام براين لندن (1965).

## إحصائيات
خاض خلال مسيرته 31 نزالا، فاز في 21 وتعادل في 2 وخسر في 8. فاز بالضربة القاضية في 16 نزالا.

## روابط خارجية
- بيلي ووكر على موقع IMDb (الإنجليزية)
- بيلي ووكر على موقع بوكس ريك (الإنجليزية) (registration required)